# Ouni
Pour les articles homonymes, voir Ouni (homonymie).
Ouni l'Ancien était le vizir du pharaon Pépi Ier de la VIe dynastie égyptienne. Outre les titres et fonctions liées à cette haute fonction étatique, il portait également les titres de Gouverneur de Haute-Égypte et de Général des armées du Roi.

## Généalogie

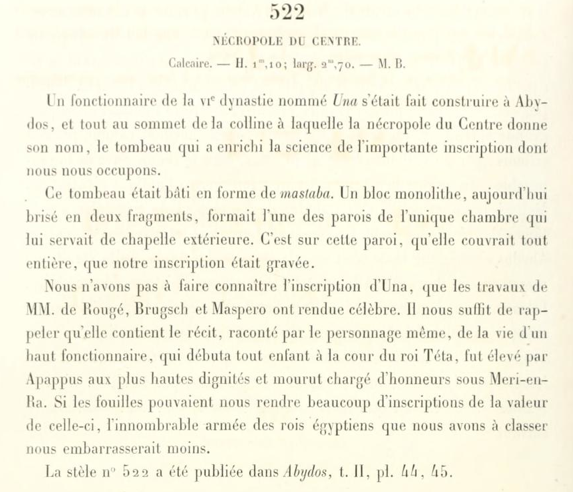
Description rédigée par Auguste Mariette de l'autobiographie de Ouni.

Si la vie d'Ouni est exceptionnellement bien connue pour un personnage ayant vécu il y a près de quatre mille cinq cents ans, on ignore pratiquement tout de ses origines. Sans aucun doute, il est né dans une famille de la noblesse ; peut-être a-t-il partagé l'éducation de Pépi ; il n'est pas impossible non plus qu'il ait eu des liens familiaux avec Pépi. Pour appuyer cette hypothèse, des égyptologues rapprochent deux faits certains : Ouni fait ériger son mastaba non loin d'Abydos, ce qui signifierait qu'il était originaire de la région ; de son côté, Pépi Ier épousa successivement deux filles du nomarque d'Abydos. De là certains concluent qu'Ouni était également lié à cette puissante famille, d'autres préfèrent penser que c'était une amitié profonde qui lia le pharaon à son homme de confiance depuis l'enfance. Une amitié qui permit à Ouni de faire graver sur les murs de son tombeau : « Le cœur de Sa Majesté était plein de moi ».

## Le gestionnaire
Ouni débute tout enfant à la cour de Téti, premier roi de la VIe dynastie. D'abord simple page (porte-couronne), il obtient bientôt un emploi au ministère de l'agriculture et un titre sacerdotal de peu d'importance. Ouni n'a que dix ans lorsqu'il est nommé « surveillant des terres à blé de Pharaon ».
Lors de l'avènement de Pépi Ier, Ouni, qui a peut-être partagé l'éducation du nouveau souverain devient alors un des favoris du jeune roi : il est nommé « intendant de la Grande Maison ». À ce titre, il est responsable de l'ensemble du domaine royal, chargé à la fois du recrutement et de la formation de l'ensemble du personnel du palais et gestionnaire attitré des terres du roi.
Ouni est ensuite nommé « prêtre-lecteur du palais », un poste important qui l'amène à superviser le bon déroulement des cultes pratiqués à la cour. Puis Pépi Ier lui confère le titre de « prêtre supérieur de la pyramide royale » ; il est envoyé à Tourah chercher dans les carrières les blocs de pierre blanche qui ont servi à construire la chambre du sarcophage, dans la pyramide de Pépi. C'est ainsi qu'il est chargé de la construction du monument funéraire de Pharaon, édifié au nord de la nécropole de Saqqarah. C'est probablement lui qui décide de faire graver sur les parois des appartements funéraires les célèbres Textes des pyramides. L'activité dont il fait preuve en cette occasion lui vaut de nouvelles faveurs : il est élevé à la dignité d'« ami royal », nommé « surintendant de la maison de la reine », et prend peu à peu la direction de toutes les affaires : « Je faisais », dit-il, « toutes les écritures avec l'aide d'un seul secrétaire ».
Sur le plan politique, Ouni accomplit un certain nombre de réformes importantes, comme le développement du réseau d'irrigation en Haute-Égypte. Il joue également les armateurs en supervisant la construction de nombreux navires de transport destinés au commerce avec les pays lointains.
Enfin, récompense suprême, Ouni est intronisé « ami unique du souverain », titre permettant à son détenteur de demander au roi ce qu'il souhaite. Ouni demande ainsi à Pépi de lui offrir un sarcophage en pierre blanche. Pharaon accède à sa requête et, afin de lui témoigner sa confiance et son amitié, complète le cadeau avec une table de libations, un linteau et une « fausse porte », niche aménagée dans les tombeaux pour que les morts puissent continuer à communiquer avec les vivants, et qui sera retrouvée dans son mastaba.

## Le militaire
Couvert de titres qui ne sont pas seulement honorifiques mais lui confèrent un grand pouvoir, Ouni — qui est avant tout un grand commis de l'État — va prendre le commandement de l'armée de Pharaon au moment où des troubles surviennent aux frontières. Quand Mérenrê Ier succède à Pépi Ier, il continue à servir le nouveau souverain qui, reconnaissant, le consacre « prince et gouverneur de Haute-Égypte », un titre jamais accordé jusque-là.
D'une grande valeur pour l'histoire de cette période, le texte d'Ouni nous apprend qu'il organisa et assura lui-même de grandes expéditions commerciales au Sinaï et en Nubie, et surtout une expédition militaire en Palestine dont le succès fut complet :
L'armée fut divisée en deux et remonta parallèlement le couloir palestinien, une partie par voie de terre l'autre par la mer. Non seulement il nous apprend que l'Égypte possédait déjà une flotte puissante mais que son armée était composée de nombreux contingents dirigés par de hauts personnages de la cour et de l'État sous la tutelle directe du vizir nous donnant leurs noms et leurs titres.
Parmi ces contingents on compte bon nombre de conscrits égyptiens et aussi d'étrangers enrôlés en Nubie par exemple.
Finalement les deux corps d'armée se rejoignent près d'Haïfa prenant en tenaille les troupes ennemies, leur infligeant une cuisante défaite.
Malgré une certaine résistance, les cités de la région tombent les unes après les autres après un siège systématique des principales citadelles et l'armée égyptienne retourne en Égypte, victorieuse et chargée de butin.

## Sépulture
|                    | Ouni                                                                                    |  |
| ------------------ | --------------------------------------------------------------------------------------- |  |
| Type               | mastaba                                                                                 |  |
|                    |                                                                                         |  |
| Emplacement        | nécropole d'Abydos                                                                      |  |
| Date de découverte | 1860                                                                                    |  |
| Découvreur         | Auguste Mariette                                                                        |  |
| Fouilles           | 1995 : Kelsey Museum et Pennsylvania-Yale-New York University 1999-2000 : Kelsey Museum |  |
| Objets découverts  | stèle fausse porte                                                                      |  |

Sa tombe a été retrouvée dans la nécropole d'Abydos en 1860 par Auguste Mariette lors de la campagne de fouille systématique qu'il y mena pour le compte du tout jeune Service des Antiquités Égyptiennes qu'il avait créé.
Il en ramena une stèle fausse-porte ainsi que deux petits obélisques qui encadraient l'entrée de la chapelle de culte, des reliefs et une paroi du tombeau comportant une longue inscription autobiographique. Le tout est exposé aujourd'hui au musée du Caire.
Les fouilles ont permis de mettre au jour la structure d'un mastaba en briques crues. Cette importante construction, haute de cinq mètres, fait vingt-neuf mètres de côté, avec des murs d'une épaisseur de trois mètres.
Le mastaba d'Ouni, situé au sud de celui de son père louou, a fait l'objet de fouilles par le Kelsey Museum et la Pennsylvania-Yale-New York University en 1995 puis par le Kelsey Museum en 1999 et 2000. Ces fouilles ont ainsi révélé outre de nouveaux reliefs funéraires laissés sur place par Mariette, une nouvelle stèle fausse porte encore en place, mais cette fois fragmentaire.
Elle nous révèle notamment que le vizir portait également le surnom de nefer nekhet mery-Rê tandis que les reliefs apportent des précisions sur ses origines familiales attestant qu'Ouni faisait partie d'une famille très puissante.
Le fait qu'il ait été inhumé en Abydos et non à Saqqarah à proximité de Pharaon, la taille de son mastaba et sa place dans la nécropole sacrée démontrent sa puissance et sont sans doute autant de signes précurseurs de l'importance à venir de l'administration provinciale qui peu à peu prend le pas sur celle centralisée de la monarchie.
Les fouilles récentes de la Mission archéologique franco-suisse de Saqqâra ont mis au jour récemment, à l'ouest de la nécropole de Pépi Ier, plusieurs blocs portant un autre exemplaire de la même inscription autobiographique. Il est probable qu'une autre sépulture de ce dignitaire a été construite à cet endroit.